# コントレクセヴィル
コントレクセヴィル（フランス語: Contrexéville）は、フランス北東部、グラン・テスト地域圏ヴォージュ県のコミューンである。
温泉街として知られ、ミネラルウォーターが「コントレックス」という名でネスレから販売されている。

## 地理
ロレーヌ高原の端に位置する。ヴェール川がコミューンを横切る。県都エピナルの西約40kmに位置する。

## 歴史
新石器時代から人が定住していた。コントレクセヴィルが名の知れた温泉街となったのは18世紀後半になってからである。 1881年に鉄道が開通し、多くの人が訪れるようになった。1965年1月1日にはアウトランクールを吸収合併した。

## 人口
2021年時点の人口は3222人で、2015年と比べると7.36%減。人口において最盛期である1982年の4090人から人口減少が続いている。

## 交通
メリー - ハイモント - マテンコート線の駅の一つであるコントレクセヴィル駅は1881年に開業した。
オートルート A31

## 姉妹都市
ドイツ、バート・ラッペナウ
 ポルトガル、セイア
 ポルトガル、ルソ
 ポルトガル、メアハダ
 イギリス・ ウェールズ、ランドリンドッド・ウェルズ